# Metapolítefsi
La Metapolítefsi (en griego: Μεταπολίτευση, «cambio político») es un periodo de la historia griega que comenzó la caída del régimen de los Coroneles y las elecciones legislativas (1974) por las que se conformó la Tercera República Helénica y se extendió durante el periodo de transición política que siguió a estas elecciones.
La larga carrera hacia la metapolítefsi comenzó con el polémico plan de liberalización de Georgios Papadopoulos, el cabecilla de la dictadura militar. A este proceso se oponían prominentes políticos, como Panagiotis Kanellopulos y Stephanos Stephanopulos. El plan de Papadopoulos se detuvo tras el levantamiento de la Universidad Politécnica de Atenas, una manifestación masiva del rechazo popular a la junta militar griega, y el contragolpe orquestado por Dimitrios Ioannidis.
El golpe de Estado fallido de Ioannidis contra el presidente electo de Chipre, Makarios III, y la subsiguiente invasión turca acabó con la caída de la dictadura y la elección de un gobierno interino, conocido como gobierno de unidad nacional, dirigido por el anterior primer ministro, Constantinos Karamanlís. Karamanlís legalizó el Partido Comunista de Grecia (KKE) y formó un nuevo partido llamado Nueva Democracia, que ganó las elecciones legislativas griegas en 1974. 